# Saulchery
Saulchery település Franciaországban, Aisne megyében. Lakosainak száma 695 fő (2022. január 1.). Saulchery Charly-sur-Marne, Nogent-l’Artaud és Romeny-sur-Marne községekkel határos.

## Népesség
A település népessége az elmúlt években az alábbi módon változott:
| Lakosok száma | 575  | 564  | 592  | 676  | 687  | 719  | 724  | 708  | 704  | 695  |
|               | 1968 | 1982 | 1990 | 2006 | 2013 | 2015 | 2017 | 2019 | 2020 | 2022 |